# Lullus
Lullus (Lul) den helige, född omkring 710 i Wessex, död 16 oktober 786 i Hersfeld, var en anglosaxisk missionär.
Lullus följde "Tysklands apostel", Bonifatius, till Thüringen och var där såväl som i Friesland och Hessen verksam för kristendomens utbredande. Bonifatius (död 755) meddelade själv Lullus den biskopliga vigningen som korbiskop och utsåg honom till sin efterträdare som ärkebiskop av Mainz, men Lullus synes det oaktat ej ha erhållit påvens bekräftelse på nämnda värdighet förrän omkring 780.
Lullus grundlade 768 eller 769 det ryktbara klostret Hersfeld, dit han, då ämbetsgöromålen tillät det, drog sig tillbaka och där han 786 slutade sina dagar.